# Estonizace
Estonizace je záměna něčího vlastního jména v jiném jazyce do estonštiny nebo vývoj estonského jazyka, kultury a identity v rámci vzdělávacích a jiných státních institucí, prostřednictvím různých programů.

## Jména
Před rokem 1920 bylo asi padesát procent estonských jmen cizího původu. Na počátku roku 1930 prezident Konstantin Päts představil celonárodní program pro poestonštění jmen. Během této kampaně si tisíce estonských občanů žijících v Estonsku dobrovolně změnilo své původní jméno.
Známá jména
- Karl August Einbund → Kaarel Eenpalu
- Gerhardt Esperk → Ants Eskola
- Harald Rudolf Klein → Ruut Tarmo
- Hans Laipman → Ants Laikmaa
- Kristjan Trossmann → Kristjan Palusalu

## Integrace
Integrační politika byla zaměřena na posílení estonské identity mezi populací, rozvoj sdílených hodnot, identity a hrdosti v tom, že jsem občanem Estonska s respektem a přijetím kulturních rozdílů mezi estonskými obyvateli.
Dne 14. března 2000 vláda Estonska přijala program integrace v estonské společnosti 2000–2007. Hlavní oblastí a cílem integrace zřízené v rámci programu byly lingvisticko-komunikativní, právně-politických a sociálně-ekonomické. Program měl čtyři podprogramy: výchova, vzdělávání a kultura národnostních menšin, učení estonštiny pro dospělé a sociální kompetence. Cílem podprogramů mělo být dosažení učení estonského jazyka u dětí i dospělých.